# Lady Godiva (film, 1951)
Pour les articles homonymes, voir Godiva (homonymie).
Pour plus de détails, voir Fiche technique et Distribution.
Lady Godiva (Lady Godiva Rides Again) est une comédie britannique réalisée par Frank Launder et sortie en 1951. Il s'agit d'une satire sur les concours de beauté.
Les protagonistes sont incarnés par Pauline Stroud, George Cole et Bernadette O'Farrell. Le film met également en scène Joan Collins, qui fait ses débuts au cinéma en tant que candidate au concours de beauté, sans être créditée. Ruth Ellis, la dernière femme à avoir été exécutée en Angleterre, apparaît également dans le rôle d'une reine de beauté non créditée. Ruth, qui était enceinte de quatre mois à l'époque, avait teint ses cheveux en noir et s'était faite une coupe au carré. Parmi les autres jeunes starlettes du film, on trouve Diana Russell, Dana Wynter (sous le nom de Dagmar Wynter), Anne Heywood (sous le nom de Violet Pretty), Yvonne Brooks, Jean Marsh, Pat Marlowe et la Française Simone Silva. Sid James y joue également l'un de ses premiers rôles au cinéma. Trevor Howard fait une apparition non créditée en tant que directeur de cinéma.

## Synopsis
Par un dimanche après-midi pluvieux à Coventry, Johnny emmène sa petite amie au cinéma. Pendant l'entracte entre les films, alors que Johnny se procure une glace, elle voit à l'écran une publicité sur un concours de beauté local où l'on doit se faire passer pour Lady Godiva. Elle décide de s'inscrire et gagne le concours. Engagée sur sa lancée, elle décide de se faire connaître davantage dans un concours de beauté national et en tant qu'actrice.

## Fiche technique
- Titre français : Lady Godiva[1]
- Titre original : Lady Godiva Rides Again ou Bikini Baby[2]
- Réalisation : Frank Launder
- Scénario : Frank Launder, Val Valentine
- Photographie : Wilkie Cooper
- Montage : Thelma Connell
- Musique : William Alwyn
- Décors : Joseph Bato
- Production : Sidney Gilliat
- Société de production : London Film Productions
- Pays de production :  Royaume-Uni
- Langue originale : anglais britannique
- Format : Noir et blanc - 1,37:1 - Son mono - 35 mm
- Genre : comédie
- Durée : 90 minutes
- Dates de sortie :
  - Royaume-Uni : 25 octobre 1951
  - France : 19 février 1954

## Distribution
- Pauline Stroud (en) : Marjorie Clark
- Bernadette O'Farrell (en) : Janie
- George Cole : Johnny
- Stanley Holloway : M. Clark
- Gladys Henson : Mme Clark
- John McCallum : Larry Burns
- Dennis Price : Simon Abott
- Diana Dors : Dolores August
- Eddie Byrne : Eddie Mooney
- Kay Kendall : Sylvia Clark
- Cyril Chamberlain : Harry
- Lyn Evans : Vic
- Dora Bryan : Femme de publicité
- Sid James : Lew Beeson
- Richard Wattis : Directeur de casting
- Renée Houston : Beattie
- Arthur Howard : Homme de publicité du feuilleton
- Michael Ripper : Joe - Régisseur
- Dana Wynter : Myrtle Shaw
- Leslie Mitchell : intervieweur à la télévision
- Tommy Duggan : un compère
- Felix Felton : un conseiller
- Anne Heywood : Dorothy Marlowe, candidate au concours de beauté
- Alastair Sim : Hawtrey Murington (non crédité)
- Googie Withers : Susan Foster (non créditée)
- Trevor Howard : un spectateur de cinéma (non crédité)
- Joan Collins : candidate au concours de beauté (non créditée)
- Ruth Ellis : candidate au concours de beauté (non créditée)
- Jean Marsh : candidate au concours de beauté (non créditée)

## Production
Le film s'inspire du concours de beauté Miss Kent 1950 qui s'est tenu à Leas Cliff Hall dans le Kent. Frank Launder, coproducteur du film avec Sidney Gilliat, était l'un des juges du concours. Audrey Hepburn a fait des essais pour le rôle-titre mais a été jugée trop maigre.
Le titre de travail du film était Beauty Queen (litt. « Reine de beauté »).
Les réalisateurs auraient auditionné plus de 500 femmes pour le rôle principal, dont Joan Collins et Audrey Hepburn. L'actrice choisie fut Pauline Stroud, dont la seule expérience cinématographique fut la doublure de Vera-Ellen dans L'amour mène la danse (1951). Collins se vit attribuer un petit rôle.
C'était la première fois que John McCallum, qui était australien, jouait un Australien dans un film britannique. Kay Kendall fut choisie pour jouer la sœur de Stroud après que Launder l'eut remarquée dans une pièce de théâtre de la BBC ; le film contribua à relancer la carrière de Kendall après son rôle dans London Folies (1946),.
Le tournage a eu lieu en juin-juillet 1951. La production a tourné à Folkestone, dans le Kent. Le Leas Cliff Hall a servi de décor au concours de beauté, et le Metropole a servi de cadre à l'hôtel de bord de mer accueillant le concours de savon Fascination. La gare de Folkestone West figure dans le film pour les scènes ferroviaires où Marjorie Clark (Pauline Stroud) arrive et rencontre Dolores August (Diana Dors) et ses consorts, Larry et Vic. Le parc d'attractions Rotunda, aujourd'hui fermé, a également été utilisé pour les scènes où Larry (John McCallum) et Marjorie le visitent et font des tours de manège.
Diana Dors apparaît en maillot de bain dans une scène. Elle a tourné deux versions, l'une en bikini pour la sortie en Europe, l'autre en maillot de bain plus conservateur pour la sortie en Amérique. Les censeurs américains se sont opposés au contenu du film, notamment à la nature révélatrice des tenues portées par Diana Dors.